# ۱۰۸۳ (میلادی)
۱۰۸۳ (میلادی) هزار و هشتاد و سومین سال تقویم میلادی است.

## زادگان
- ۲ دسامبر - آنا کومننا، تاریخ‌نگار بیزانسی و دختر آلکسیوس یکم (م. ۱۱۵۳)

## درگذشتگان
‎